# Tetrastigma sichouense
Tetrastigma sichouense är en vinväxtart som beskrevs av Chao Luang Li. Tetrastigma sichouense ingår i släktet Tetrastigma och familjen vinväxter. Utöver nominatformen finns också underarten T. s. megalocarpum.